# Hever
Hever es una parroquia civil y un pueblo del distrito de Sevenoaks, en el condado de Kent (Inglaterra).

## Geografía
Según la Oficina Nacional de Estadística británica, Hever tiene una superficie de 14,81 km².

## Demografía
Según el censo de 2001, Hever tenía 1136 habitantes (48,86% varones, 51,14% mujeres) y una densidad de población de 76,7 hab/km². El 23,68% eran menores de 16 años, el 69,01% tenían entre 16 y 74 y el 7,31% eran mayores de 74. La media de edad era de 38,99 años. Del total de habitantes con 16 o más años, el 18,57% estaban solteros, el 64,71% casados y el 16,72% divorciados o viudos.
El 92,78% de los habitantes eran originarios del Reino Unido. El resto de países europeos englobaban al 1,85% de la población, mientras que el 5,37% había nacido en cualquier otro lugar. Según su grupo étnico, el 98,07% eran blancos, el 0,79% mestizos, el 0,44% asiáticos, el 0,26% negros y el 0,44% chinos. El cristianismo era profesado por el 76,36%, el budismo por el 0,26%, el judaísmo por el 0,35%, el islam por el 0,26% y el sijismo por el 0,26%. El 12,57% no eran religiosos y el 9,93% no marcaron ninguna opción en el censo.
539 habitantes eran económicamente activos, 527 de ellos (97,77%) empleados y 12 (2,23%) desempleados. Había 452 hogares con residentes y 26 vacíos.